# Кандида
Кандида је насеље у Италији у округу Авелино, региону Кампанија.
Према процени из 2011. у насељу је живело 1026 становника. Насеље се налази на надморској висини од 601 м.

## Становништво
| 1951. | 1961. | 1971. | 1981. | 1991. | 2001. | 2011. |
| ----- | ----- | ----- | ----- | ----- | ----- | ----- |
| 1.575 | 1.359 | 999   | 1.026 | 1.042 | 1.072 | 1.152 |